# Warluzel
Warluzel település Franciaországban, Pas-de-Calais megyében. Lakosainak száma 215 fő (2022. január 1.). Warluzel Grand-Rullecourt, Coullemont, Sombrin, Sus-Saint-Léger és Humbercourt községekkel határos.

## Népesség
A település népessége az elmúlt években az alábbi módon változott:
| Lakosok száma | 240  | 233  | 232  | 232  | 232  | 233  | 224  | 219  | 215  |
|               | 2013 | 2015 | 2016 | 2017 | 2018 | 2019 | 2020 | 2021 | 2022 |